# St. Johannis (Großbirkach)

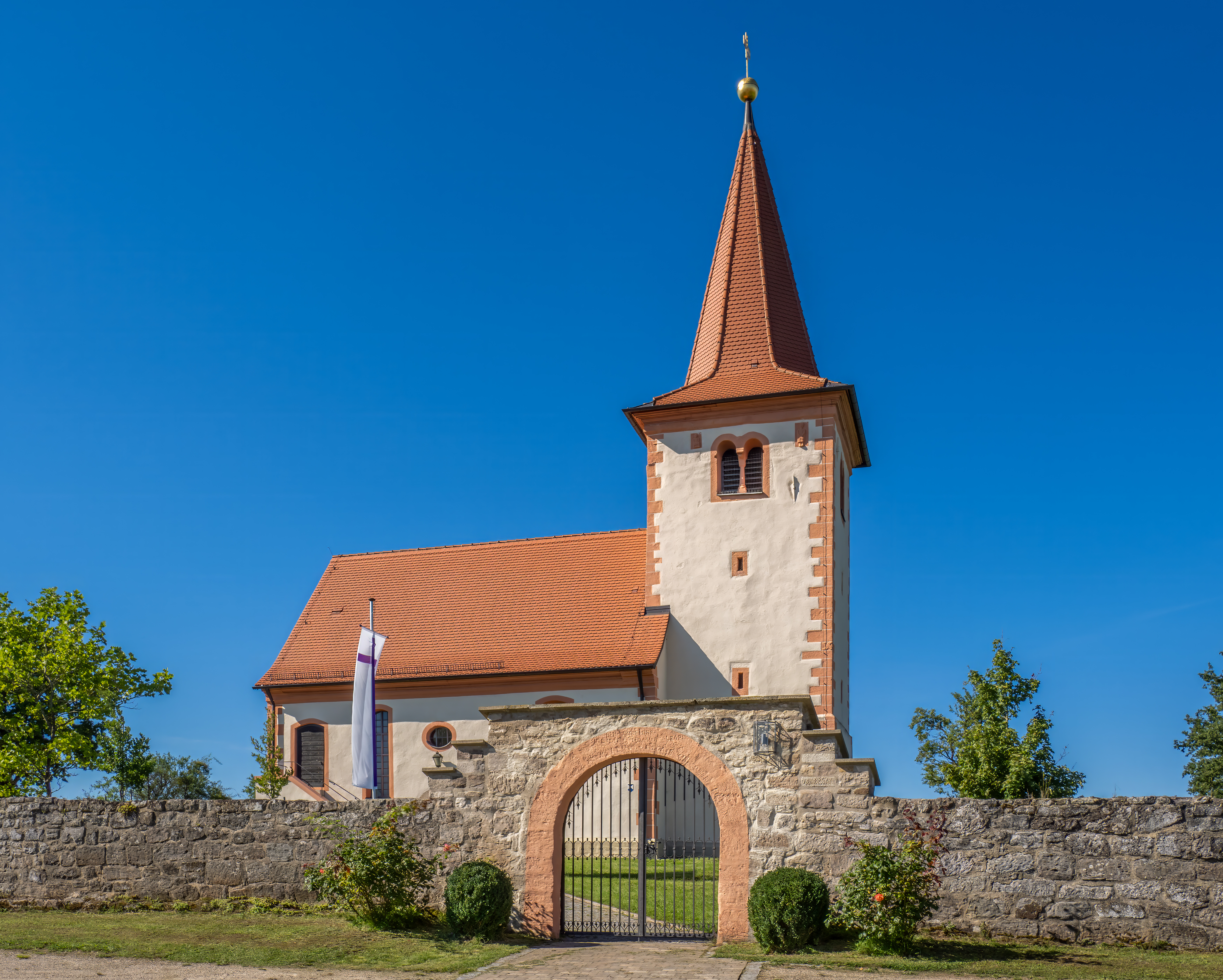
St.-Johannis-Kirche (Großbirkach)

Die evangelische, denkmalgeschützte Pfarrkirche St. Johannis steht in Großbirkach, einem Gemeindeteil des Marktes Ebrach im Landkreis Bamberg (Oberfranken, Bayern). Das Bauwerk ist unter der Denkmalnummer D-4-71-128-30 als Baudenkmal in der Bayerischen Denkmalliste eingetragen. Die Kirchengemeinde gehört zum Evangelisch-Lutherischen Dekanat Bamberg im Kirchenkreis Bayreuth der Evangelisch-Lutherischen Kirche in Bayern.

## Beschreibung

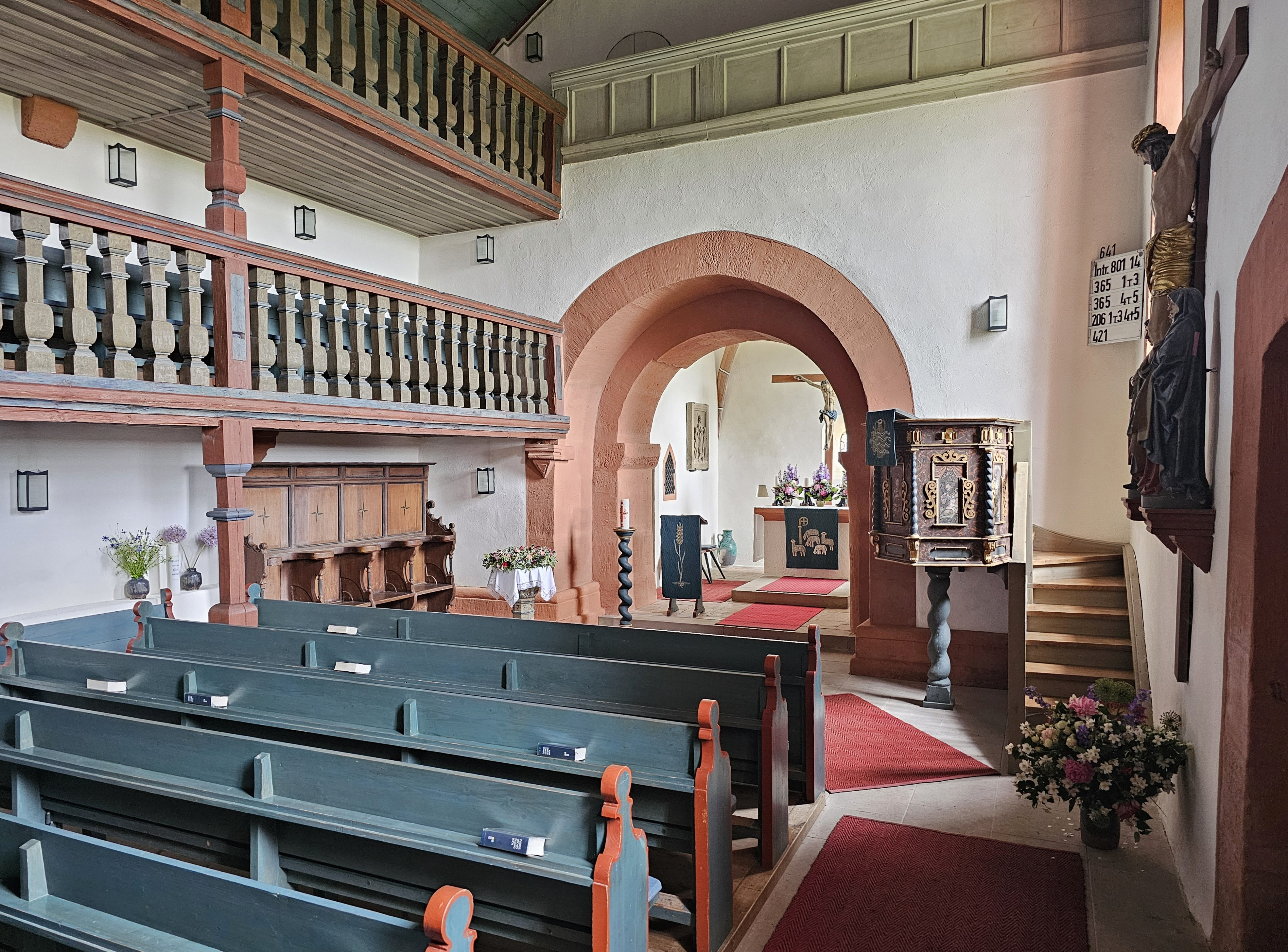
Innenansicht

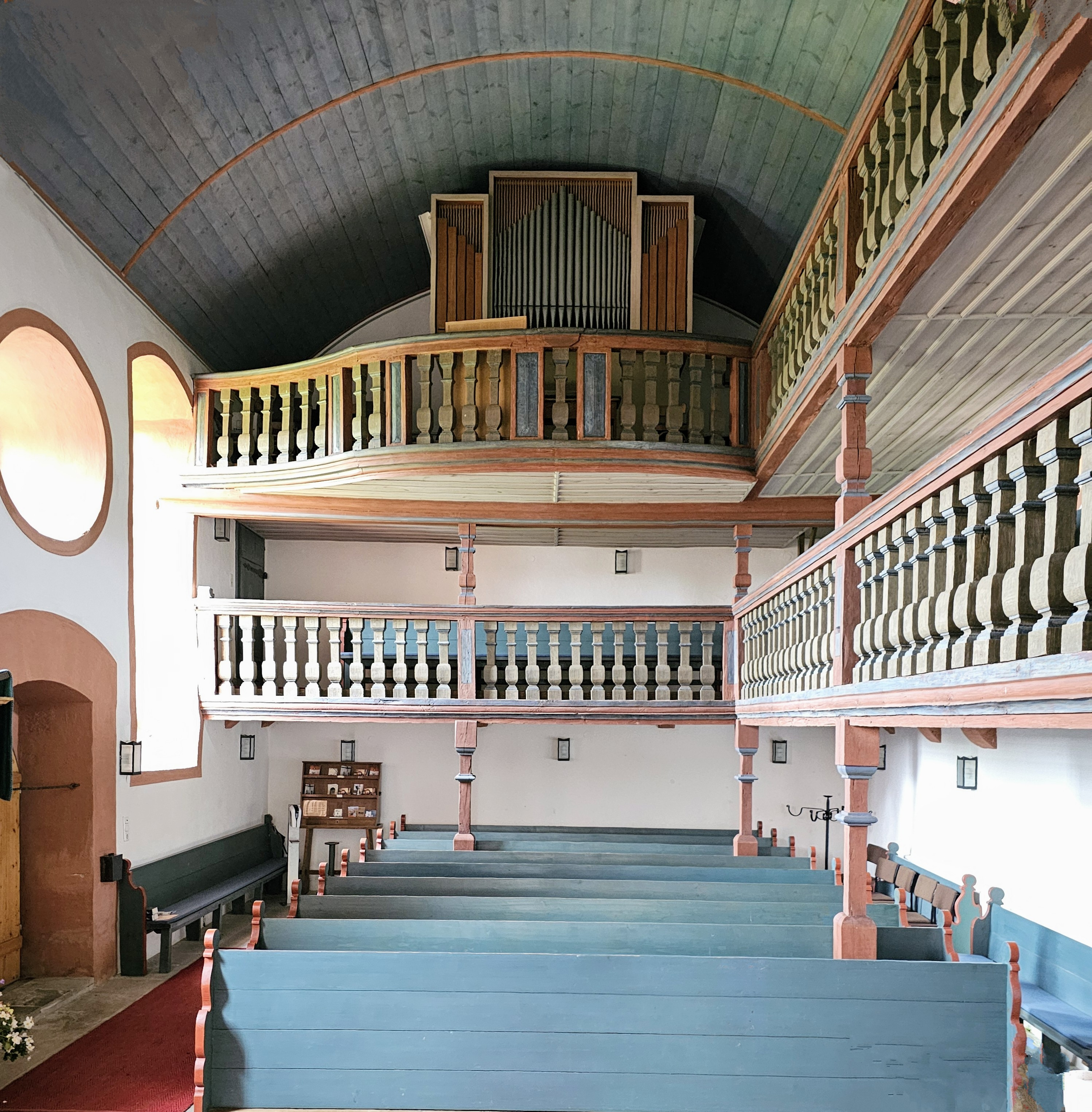
Blick zur Orgel

Der Chorturm auf quadratischem Grundriss stammt im Kern aus dem 13. Jahrhundert und ist der älteste Baukörper der Saalkirche. Das Langhaus und die Empore stammen aus der ersten Hälfte des 18. Jahrhunderts. Damals wurde der Chorturm aufgestockt und mit einem achtseitigen Knickhelm bedeckt. Das oberste Geschoss beherbergt hinter den als Biforien gestalteten Klangarkaden den Glockenstuhl. Neben den Klangarkaden befinden sich kleine Reliefs. Der Chor, d. h. das Erdgeschoss des Chorturms, ist mit einem Kreuzrippengewölbe, das Langhaus mit einem hölzernen Tonnengewölbe überspannt. Der Chor und das Langhaus sind mit einem Chorbogen verbunden. Die Kirchenausstattung ist im Wesentlichen barock, wie die Kanzel, und neugotisch, wie der Altar. Ein Relief, das vom Vorgängerbau, einer Missionskirche aus dem 9. Jahrhundert, stammt, zeigt Johannes den Täufer mit seinen Attributen. Die Orgel wurde 1968 von Hey Orgelbau erbaut. Sie besitzt 11 Register, die sich auf zwei Manuale und das Pedal verteilen.